# ストラングラーズ
ストラングラーズ（The Stranglers）は、イングランド出身のロックバンド。
1970年代のパンク・ムーヴメントから台頭したグループの一つ。結成以来、幾つものメンバー交代を経るも、解散することも休止することもなく、50年近くに亘って活動を継続している。当時のパンク・バンドの多くとは異なり、既にキャリアのある練達者によって結成されたバンドで、独特の耽美的とインテリジェンスな音楽性で評価を受けた。

## 来歴

### 結成
スウェーデンで生物学の研究のかたわら「Johnny Sox」というバンドで活動をしていたヒュー・コーンウェル（ギター、ボーカル）は、1974年にイギリスに戻り、ジャン＝ジャック・バーネル（ベース、ボーカル）、ジェット・ブラック（ドラムス）、デイヴ・グリーンフィールド（キーボード、ボーカル）らを誘いストラングラーズを結成した。後にコーンウェルは、音楽に生きるよう「神の啓示」を受けたと語っている。
彼等が活動を開始した当時はハードロックとプログレッシブ・ロックが主流で、仕事にありつきたければ髪を伸ばすこと、長いギターソロを弾くこと、ベルボトムを穿くことを要求されるようなこともあった時代だった。彼等の過激な演奏と言動、ファッションはそれらとは明らかに異質のものだったので、なかなか仕事を得られなかった。しかしハードロックとは異なる硬質の攻撃性とプログレッシブ・ロックには見られない異なるラディカルな知性が混淆する新奇な音楽は次第に支持を広げ、彼等はイギリス全土を股にかけて毎日のようにライブを行うまでになった。
人気と共に右翼団体との間に軋轢を生じ、ザ・クラッシュと乱闘騒ぎを起こしたこともあった。

### メジャー・デビュー後（1977年 - 1989年）

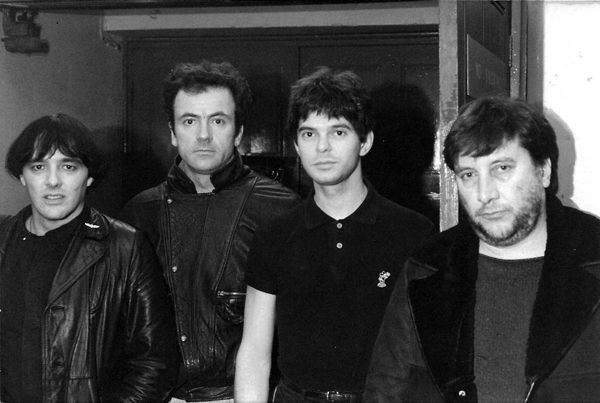
デビュー・ラインナップ（1985年）。左からデイヴ・グリーンフィールド、ヒュー・コーンウェル、ジャン＝ジャック・バーネル、ジェット・ブラック。

1977年、アルバム『夜獣の館』でメジャー・デビュー。続いて発表したアルバム『ノー・モア・ヒーローズ』（1977年）、『ブラック・アンド・ホワイト』（1978年）、『レイヴン』（1979年）を合わせた4作全てをUKチャートのトップ5に送り込み、代表的なパンク・バンド、ニュー・ウェイヴの旗手としてイギリスの若者に大きな影響を与えた。
1979年2月、初の日本公演。同年12月に2度目の日本公演。1980年12月にはNHK総合テレビジョンの音楽番組『ヤング・ミュージック・ショー』でミュージック・ビデオが放送された。

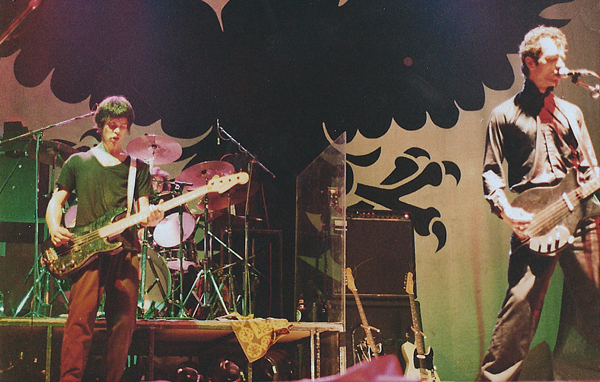
フランス・パリ公演（1979年）。左からバーネル、コーンウェル。

パンク・ムーヴメントが過ぎ去った1980年代に入ってからも、『メニンブラック』（1981年）、『ラ・フォリー』（1981年）、『黒豹』（1983年）、『オーラル・スカルプチャー』（1984年）、『夢現』（1986年）とコンスタントにアルバムを発表した。これらのアルバムでは狭義のパンク的な要素は影を潜め、プログレッシブ・ロック、アート・ロック、ゴシック・ロックなどからの影響を感じさせるインテリジェンスとリリシズム、ヨーロッパ的湿潤と陰翳に富む内省的なアプローチが目立ちはじめた。日本での人気はパンク・バンドという1970年代のパブリックイメージとの違いのせいか下降線をたどったが、本国イギリスでは深い精神性と耽美的なメロディが新たな人気を呼んだ。これらのアルバムもヒットチャートに入り続け、むしろ初期のアルバムよりも高い評価を受けている。アルバム『ラ・フォリー』からシングルカットされた'Golden Brown'は、全英シングルチャートで最高位2位を記録して彼等の最大のヒット曲になった。

### コーンウェル脱退以降（1990年 - 現在）
1990年、コーンウェルがバンドの方向性に限界を感じて、10thアルバム『10』を最後に脱退。新たにジョン・エリス（ギター）とポール・ロバーツ（ボーカル）が加入し、5人編成で『ストラングラーズ・イン・ザ・ナイト』（1992年）、『アバウト・タイム』（1995年）、『リトゥン・イン・レッド』（1997年）、『コープ・デ・グレイス』（1998年）という4作のアルバムを発表。
1992年、単独公演で来日。

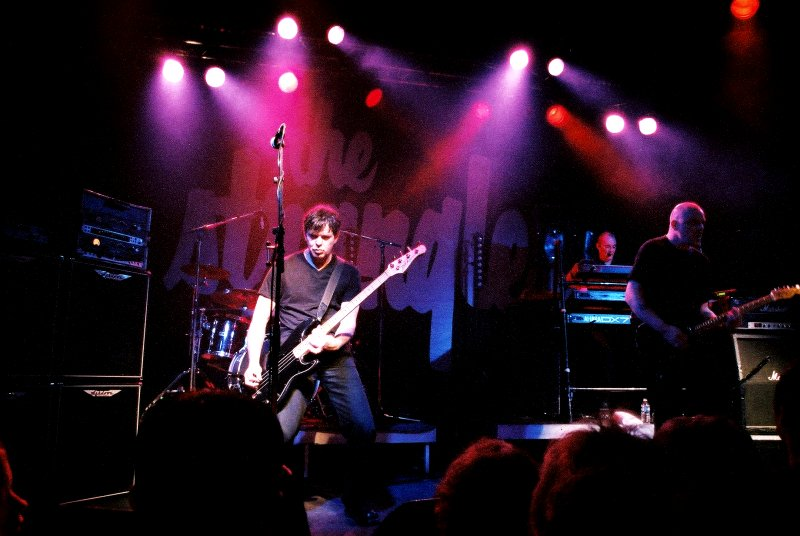
フランス・エルヴィル＝サン＝クレール公演（2007年）

2000年、エリスが脱退。新たにバズ・ウォーン（ギター、ボーカル）が加入。
2004年、6年ぶりのアルバム『ノーフォーク・コースト』を発表。
2006年、ロバーツが脱退。4人編成に戻る。
2007年、オリジナル・メンバーのブラックが心房細動に罹っていることが報告される。長時間の移動が必要な場所での演奏では代役にイアン・バーナードを起用。この年、「サマーソニック」に出演のため来日。
2010年、「パンクスプリング」に出演のため来日。
2012年、アルバム『ジャイアンツ』を発表。
2015年、ブラックが77歳という高齢を理由に事実上の引退。
2019年、27年ぶりになる単独の日本公演を開催。
2020年、1975年に加入したグリーンフィールドが、心臓疾患と新型コロナウイルスの感染で死去。デビュー時のメンバーで在籍するのはバーネルだけになった。6月10日、残されたメンバーは、グリーンフィールドの死の直前にストラングラーズが録音したアルバムのミキシング作業を行っていたこと、彼に敬意を表して2020年秋にファイナル・ツアーを行うことを発表した。
2021年、アルバム『ダーク・マターズ』を発表。
2022年12月、引退していたブラックが死去。

## メンバー
※2022年12月時点

### 現ラインナップ
- ジャン＝ジャック・バーネル (Jean-Jacques Burnel) - ベース、ボーカル (1974年- )
フランス系。ブラッドフォード大学・ハダースフィールド･ポリテクニックで歴史学や経済学を修める。三島由紀夫の愛読者。極真会館の道場生でもあり、士道館空手ロンドン支部長も務める。
- バズ・ウォーン (Baz Warne) - ボーカル、ギター (2000年- ) ※2006年からリードボーカル兼任
- ジム・マコーリー (Jim Macaulay) - ドラムス (2018年- )※2013年から2017年までサポート
- トビー・ハウンシャム (Toby Hounsham) - キーボード (2021年- )

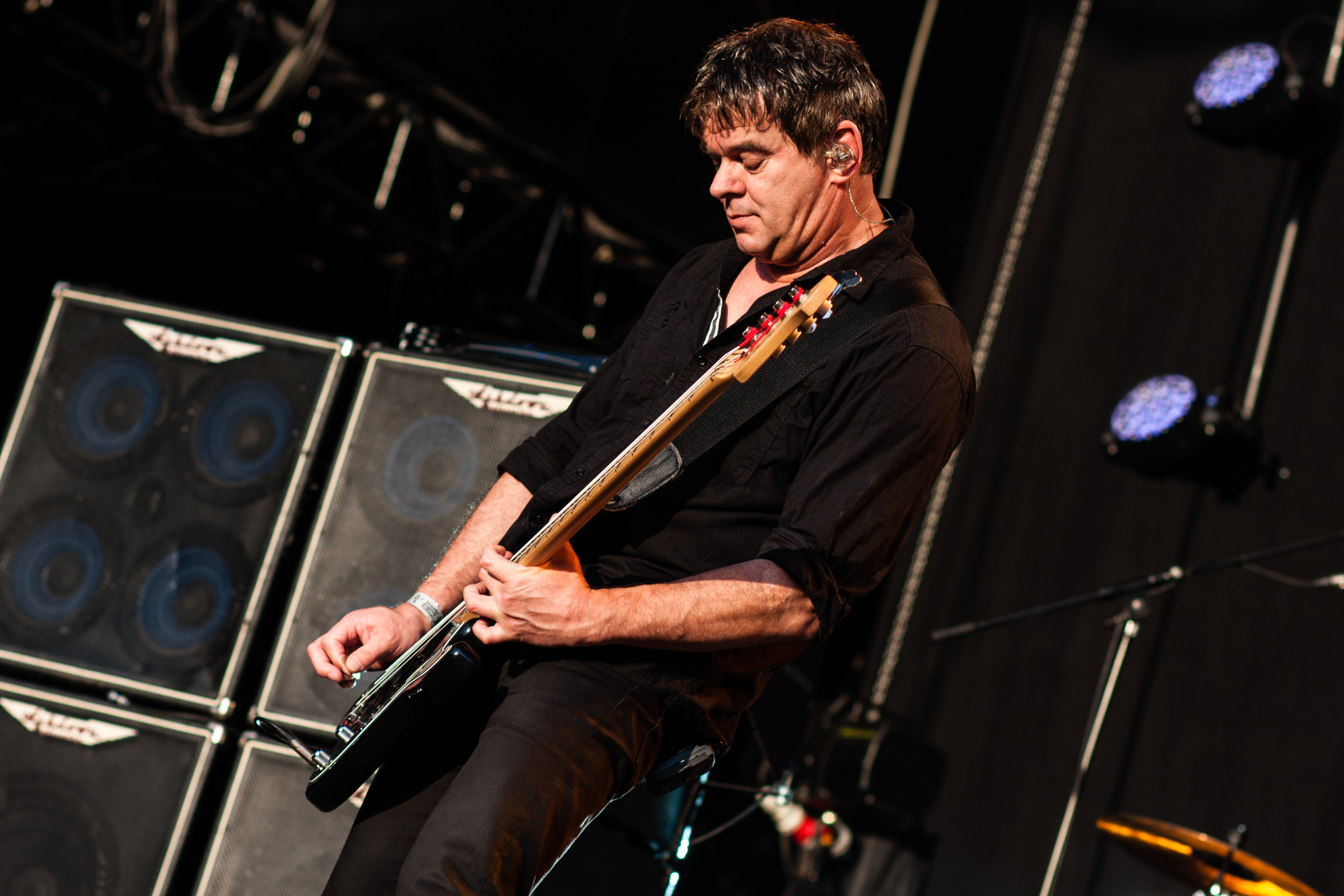
ジャン＝ジャック・バーネル（2012年）
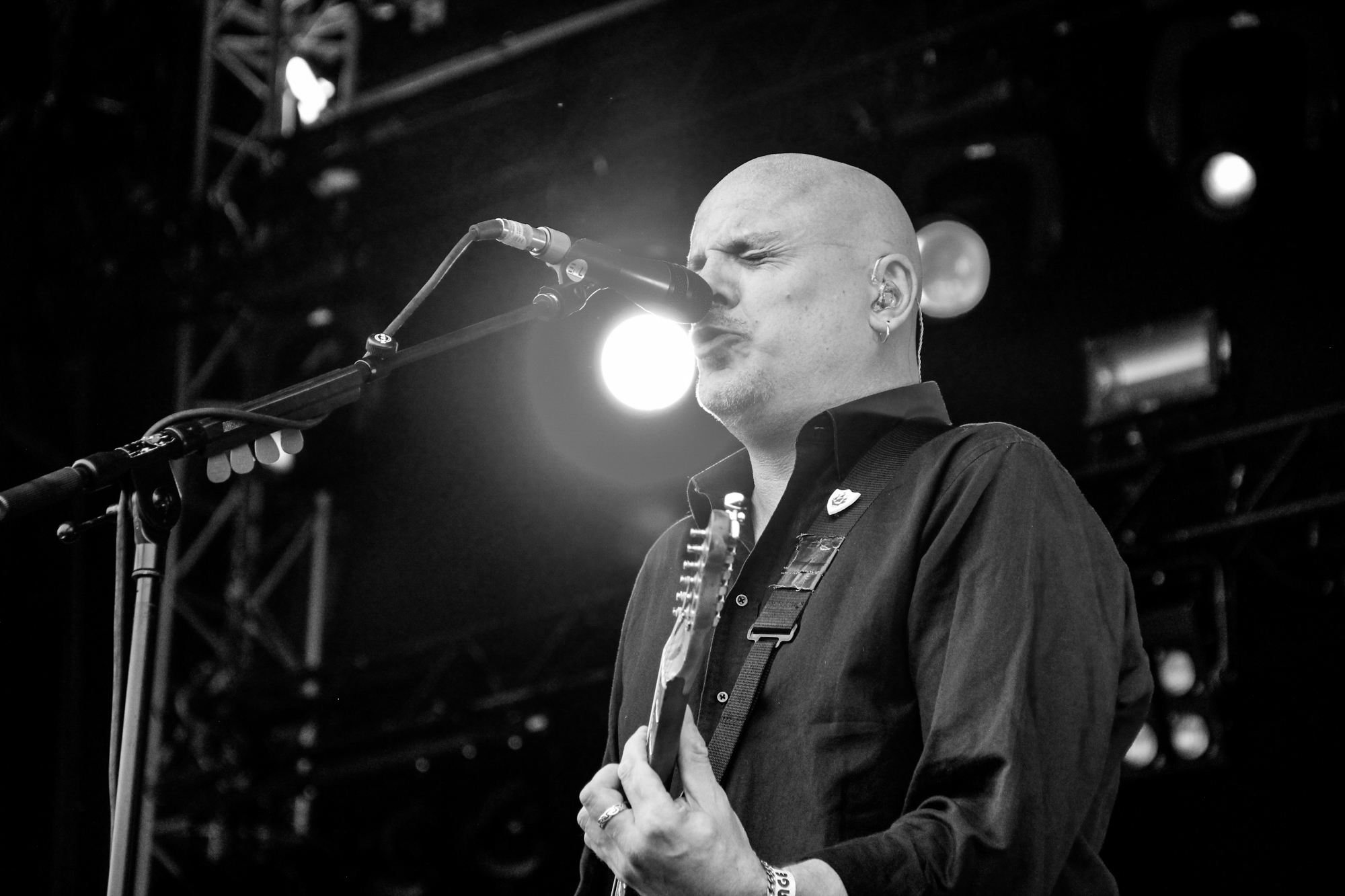
バズ・ウォーン（2014年）

### 旧メンバー
- ヒュー・コーンウェル (Hugh Cornwell) - ギター、ボーカル (1974年-1990年)
地主階級の出身者で、ブリストル大学で生物学の博士号を取得後、スウェーデンの名門老舗大学であるルンド大学で研究に励んでいた
- ハンス・ウォーミング (Hans Wärmling) - ギター、キーボード (1974年-1975年) ※1995年死去
- ジェット・ブラック (Jet Black) - ドラムス (1974年-2015年) ※2022年死去
デビュー時すでに38歳。酒類販売会社やアイスクリーム製造会社の代表取締役を務めるなど、実業界で成功を収めていた。初期のバンドの移動手段は彼が所有していたアイスクリーム販売用車両（アイスクリーム・バン）だった。
- デイヴ・グリーンフィールド (Dave Greenfield) - キーボード (1975年-2020年) ※2020年死去
音楽大学でクラシックを専攻。ストラングラーズ加入以前にプログレッシブ・ロック・バンド「Rusty Butler」を初めとする様々なバンドで演奏を経験。
- ポール・ロバーツ (Paul Roberts) - ボーカル (1990年-2006年)
- ジョン・エリス (John Ellis) - ギター (1990年-2000年)

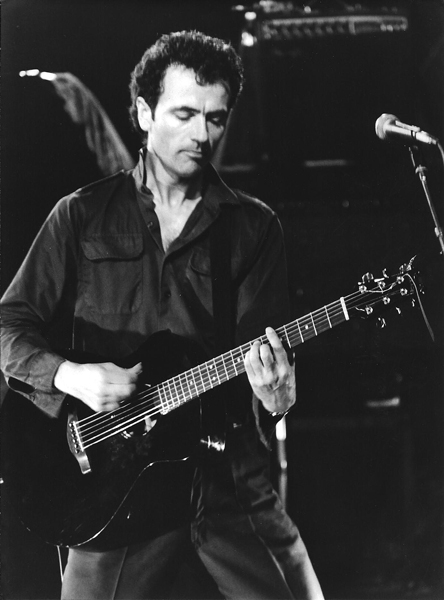
ヒュー・コーンウェル（1983年）
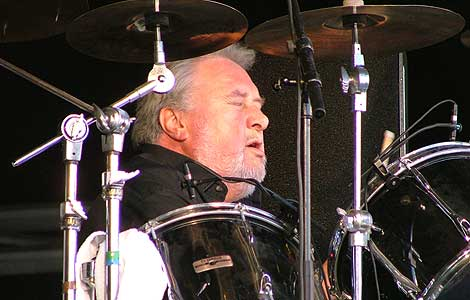
ジェット・ブラック（2006年）
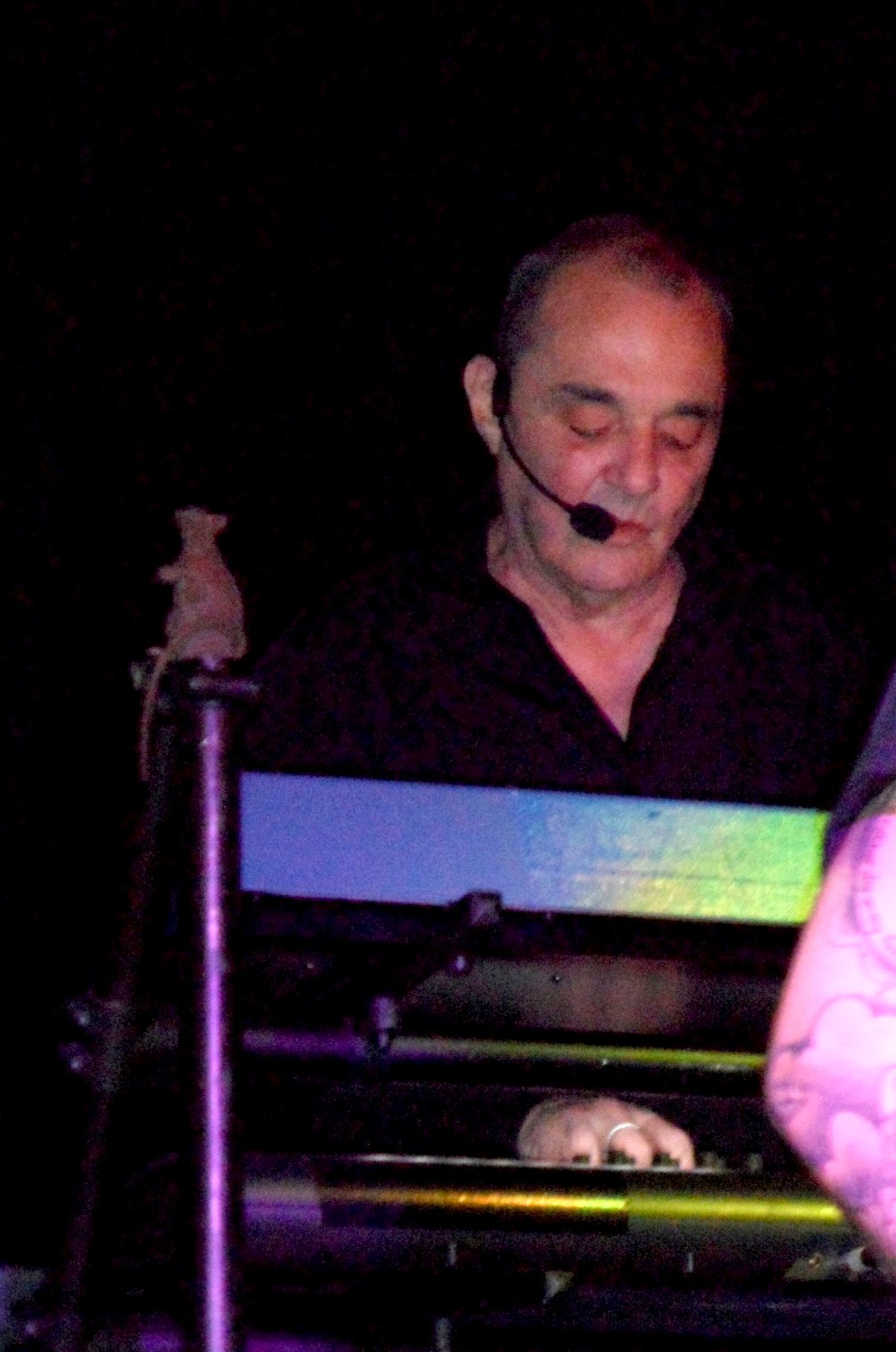
デイヴ・グリーンフィールド（2013年）

## ディスコグラフィ

### スタジオ・アルバム
- 『夜獣の館』 - Rattus Norvegicus (1977年)
- 『ノー・モア・ヒーローズ』 - No More Heroes (1977年)
- 『ブラック・アンド・ホワイト』 - Black and White (1978年)
- 『レイヴン』 - The Raven (1979年)
- 『メニンブラック』 - The Gospel According to the Meninblack (1981年)
- 『ラ・フォリー』 - La Folie (1981年) ※旧邦題『狂人館』
- 『黒豹』 - Feline (1983年)
- 『オーラル・スカルプチャー』 - Aural Sculpture (1984年)
- 『夢現』 - Dreamtime (1986年)
- 『10』 - (1990年)
- 『ストラングラーズ・イン・ザ・ナイト』 - Stranglers in the Night (1992年)
- 『アバウト・タイム』 - About Time (1995年)
- 『リトゥン・イン・レッド』 - Written in Red (1997年)
- 『コープ・デ・グレイス』 - Coup de Grace (1998年)
- 『ノーフォーク・コースト』 - Norfolk Coast (2004年)
- 『スイート・シックスティーン』 - Suite XVI (2006年)
- 『ジャイアンツ』 - Giants (2012年)

### ライブ・アルバム
- 『ライヴ：Xサーツ』 - Live (X Cert) (1979年)
- 『オール・ライヴ』 - All Live and All of the Night (1988年)
- 『ライヴ・アット・ザ・ホープ・アンド・アンカー』Live at the Hope and Anchor (1992年)
- The Early Years '74 '75 '76 Rare Live and Unreleased (1992年)
- 『サタデー・ナイト、サンデー・モーニング』Saturday Night, Sunday Morning (1993年)
- 『ライヴ血風録』Death and Night and Blood (1993年)
- 『ストラングラーズ&フレンズ』The Stranglers and Friends - Live in Concert (1995年)
- Access All Areas (1996年)
- 『13日の金曜日 - ライヴ・アット・ロイヤル・アルバート・ホール』 - Friday the Thirteenth (1997年)
- 『ライヴ・アット・ハマースミス・オデオン'81』 - Live at the Hammersmith Odeon '81 (1998年)
- 『ファイヴ・ライヴ・ゼロワン』 - 5 Live 01 (2001年)
- Apollo Revisited (2003年)
- Coast to Coast: Live on Tour (2005年)
- Themeninblackinbrugge (2008年)
- Live at the Apollo 2010 (2010年) ※DVD & CD

## 日本公演
出典。

### 1979年
- 2月9日 テレビ朝日
- 2月13日 福岡・少年文化会館
- 2月14日 大阪・毎日ホール
- 2月15日 京都・京大西部講堂
- 2月16日 名古屋・名古屋市公会堂
- 2月17日 東京・後楽園ホール
- 2月18日 東京・後楽園ホール
- 2月19日 東京・後楽園ホール

- 12月10日 札幌・大谷会館
- 12月11日 名古屋・名古屋市公会堂
- 12月12日 福岡・都久志会館
- 12月13日 東京・後楽園特設テント
- 12月14日 大阪・毎日ホール
- 12月15日 京都・京大西部講堂
- 12月16日 東京・後楽園特設テント

### 1992年
- 12月17日 東京・渋谷公会堂
- 12月19日 川崎・CLUB CITTA Kawasaki
- 12月20日 名古屋・CLUB QUATTRO
- 12月21日 大阪・新橋CLUB Q
- 12月22日 大阪・新橋CLUB Q

### 2007年
- 8月11日 SUMMER SONIC Tokyo
- 8月12日 SUMMER SONIC Osaka

### 2010年
- 4月2日 PUNK SPRING 2010 Nagoya
- 4月3日 PUNK SPRING 2010 Osaka

### 2019年
- 11月3日 東京・Shibuya WWW
- 11月4日 東京・Shibuya WWW
- 11月5日 東京・Tsutaya O-West